# 高知県立高知国際中学校・高等学校
高知県立高知国際中学校・高等学校（こうちけんりつ こうちこくさい ちゅうがっこう こうとうがっこう、英称：Kochi Kokusai Junior and Senior High School (KKHS)）は、高知県高知市鴨部にある公立の中学校および高等学校。

## 概要
高知県立高知南中学校・高等学校と高知県立高知西高等学校を母体として、国際バカロレアのプログラムを用いる計画で、中学校は2018年（平成30年）4月に開校。高等学校は2021年（令和3年）4月に開校。

## 理念
多様な文化の理解と尊重の精神を通じて地域や国際社会の発展に貢献する、心豊かでたくましく生き抜く人材の育成

1. 学ぶことを誇りに思い、形成されるアイデンティティを尊重する

2. 基礎的な学力を身に付け、自由で創造的な思考力を涵養する

3. 自主と自立を礎（いしずえ）にした強い自己を確立する

4. 信義と礼節を重んじ、公共と奉仕の精神を養う

5. 社会の一員としての責任を果たし、郷土への愛着と誇りを育む

## 教育方針

### 高知国際中学校
- 多様な文化的・歴史的背景を持つ人々とのコミュニケーションを図りながら、高い志を持って主体的・協働的に課題解決に取り組む、新しい価値を創造する姿勢や能力を身に付ける
- 国際的な視野を持ち、英語を駆使して、地域や国際社会の発展に貢献する姿勢や能力を身に付ける

(校長挨拶（中学校）より)

### 高知国際高等学校
- 学び方を学ぶ
- 地域の教育力・実践力と連携する
- ユニバーサルデザインの教育環境を整える
- 英語の活用場面を広げる
- 国際バカロレアの教育プログラムを推進する
- 基本的な生活習慣を身に付ける

（学校紹介（高校）より）

## 教育目標
グローバル社会で求められる高い志、資質・能力を育む

1. 自ら学び、考える力を身に付け、生涯にわたって学び続ける態度を養う。

2. 多様な価値観を尊ぶ精神を持ち、他者とともに生きる態度を養う。

3. 豊かな創造性を持ち、未来を切り開く、自主・自立の精神を養う。

### 目指す生徒像
地球を生きる市民感覚のある生徒　～Think Globally, Act Locally～
- 異なる価値観の文化を尊重し、協働できる生徒
- 学びと人生を豊かに創造する生徒

## 沿革

### 略歴
2018年、高知県立高知国際中学校が、2021年には続いて高知県立高知国際高等学校が、高知県立高知西高等学校の敷地内にて開校した。

### 年表
- 2018年（平成30年）4月8日 - 高知県立高知国際中学校開校。1期生60名が入学[7]
- 2020年（令和2年）11月5日 - 国際バカロレアMYP認定校として認定される
- 2021年（令和3年）
  - 1月11日 - 国際バカロレアDP認定校として認定される
  - 4月 - 高知県立高知国際高等学校開校[8]および中学校に夜間学級開設[9]

## 基礎データ

### 所在地
- 高知市鴨部二丁目5番70号（高知国際中学校夜間学級以外）
- 高知市新本町二丁目13番51号（高知国際中学校夜間学級）

### 設置学科
- MYP(Middle Years Program)(中学校のみ)
- 普通科
  - K型（文系）
  - S型（理系）
- グローバル科
  - 探究コース
  - DPコース

### 通学区域
- 高知県全域[1]

### 交通アクセス
電車
- 最寄駅: とさでん交通伊野線鴨部停留場

バス
- 最寄バス停: 鴨部（とさでん交通・県交北部交通）

## 学校行事
中学校
- 4月 - 入学式・始業式・新入生宿泊研修
- 5月 - PTA総会・ホームマッチ・授業参観・校内日本語プレゼンテーション大会
- 7月 - 終業式
- 8月 - 始業式・IB校交流ワークショップ
- 10月 - 遠足
- 12月 - 終業式
- 1月 - 始業式・修学旅行
- 2月 - 練歩会
- 3月 - 卒業式・終業式

## 部活動

### 運動部
- サッカー部（中学校/高校）
- 陸上競技部（中学校/高校）
- 弓道部（中学校/高校）
- バスケットボール部（中学校/高校）
- 剣道部(高校)
- 水泳部（中学校/高校）
- バレーボール部（高校）
- 硬式テニス部（高校）
- 軟式テニス部（高校）
- 柔道部（高校）
- 卓球部（高校）
- ハンドボール部（高校）

### 文化部
- 吹奏楽部（中学校/高校）
- 美術部（中学校/高校）
- ESS部（中学校/高校）
- 弓道部（中学校/高校)
- 茶道部(高校)
- 書道部
- 花道部(高校)